# Saint-Martin-de-Fenouillet
Pour les articles homonymes, voir Saint-Martin et Fenouillet.
Saint-Martin-de-Fenouillet  est une commune française, située dans le nord du département des Pyrénées-Orientales en région Occitanie. Sur le plan historique et culturel, la commune est dans le Fenouillèdes, une dépression allongée entre les Corbières et les massifs pyrénéens recouvrant la presque totalité du bassin de l'Agly.
Exposée à un climat océanique altéré, elle est drainée par la Rivérole. La commune possède un patrimoine naturel remarquable : un site Natura 2000 (les « Basses Corbières ») et deux zones naturelles d'intérêt écologique, faunistique et floristique.
Saint-Martin-de-Fenouillet est une commune rurale qui compte 48 habitants en 2022, après avoir connu un pic de population de 227 habitants en 1846. Elle fait partie de l'aire d'attraction de Perpignan. Ses habitants sont appelés les Saint-Martinois ou  Saint-Martinoises.

## Géographie

### Localisation
La commune de Saint-Martin-de-Fenouillet se trouve dans le département des Pyrénées-Orientales, en région Occitanie.
Elle se situe à 36 km à vol d'oiseau de Perpignan, préfecture du département, à 19 km de Prades, sous-préfecture, et à 33 km de Rivesaltes, bureau centralisateur du canton de la Vallée de l'Agly dont dépend la commune depuis 2015 pour les élections départementales.
La commune fait en outre partie du bassin de vie d'Ille-sur-Têt.
Les communes les plus proches sont : 
Le Vivier (2,0 km), Feilluns (3,0 km), Fosse (3,1 km), Saint-Paul-de-Fenouillet (4,1 km), Prats-de-Sournia (4,7 km), Ansignan (4,8 km), Vira (4,8 km), Saint-Arnac (5,0 km).
Sur le plan historique et culturel, Saint-Martin-de-Fenouillet fait partie du Fenouillèdes, une dépression allongée entre les Corbières et les massifs pyrénéens recouvrant la presque totalité du bassin de l'Agly. Ce territoire est culturellement une zone de langue occitane.

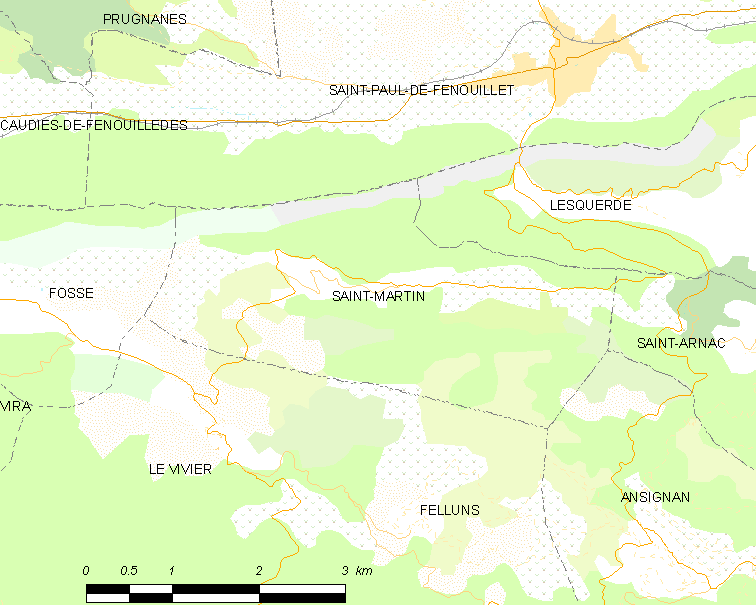
Situation de la commune

|           | Saint-Paul-de-Fenouillet | Lesquerde   |
| Fosse     | Saint-Martin             | Saint-Arnac |
| Le Vivier | Feilluns                 | Ansignan    |

### Géologie et relief
La superficie de la commune est de 1 072 hectares. L'altitude de Saint-Martin-de-Fenouillet varie entre 268 mètres et 642 mètres. Le village de Saint-Martin lui-même est à une altitude de 418 mètres et le hameau de Taichac à 416 mètres.
La commune est classée en zone de sismicité 3, correspondant à une sismicité modérée.

### Hydrographie
La rivière de la Rivérole prend sa source sur le territoire de la commune et au sud du village de Saint-Martin. Elle traverse alors la majeure partie méridionale de la commune de l'ouest vers l'est et afflue dans l'Agly sur sa rive droite une fois sur le territoire de la commune voisine d'Ansignan. Parmi la multitude de petits ruisseaux qui affluent dans la Rivérole, le principal est le Ravin de la Vignasse qui prend sa source au nord-ouest du village de Saint-Martin, le contourne en se dirigeant vers le sud-est et afflue sur la rive gauche de la Rivérole.
La Rivérole a une longueur totale de 7,7 km et traverse en majorité des forêts ou des espaces semi-naturels (82,47 %), quelques territoires agricoles (16,74 %) et quasiment aucun territoire artificialisé (0,71 %).

### Climat
Pour des articles plus généraux, voir Climat de l'Occitanie et Climat des Pyrénées-Orientales.
En 2010, le climat de la commune est de type climat méditerranéen altéré, selon une étude du CNRS s'appuyant sur une série de données couvrant la période 1971-2000. En 2020, Météo-France publie une typologie des climats de la France métropolitaine dans laquelle la commune est exposée à un climat de montagne ou de marges de montagne et est dans la région climatique Pyrénées orientales, caractérisée par une faible pluviométrie, un très bon ensoleillement (2 600 h/an), un air sec, particulièrement en hiver et peu de brouillards.
Pour la période 1971-2000, la température annuelle moyenne est de 12,7 °C, avec une amplitude thermique annuelle de 15,2 °C. Le cumul annuel moyen de précipitations est de 867 mm, avec 8,1 jours de précipitations en janvier et 4,5 jours en juillet. Pour la période 1991-2020, la température moyenne annuelle observée sur la station météorologique la plus proche, située sur la commune de Saint-Paul-de-Fenouillet à 4 km à vol d'oiseau, est de 14,7 °C et le cumul annuel moyen de précipitations est de 765,9 mm,. Pour l'avenir, les paramètres climatiques de la commune estimés pour 2050 selon différents scénarios d’émission de gaz à effet de serre sont consultables sur un site dédié publié par Météo-France en novembre 2022.

### Milieux naturels et biodiversité

#### Réseau Natura 2000

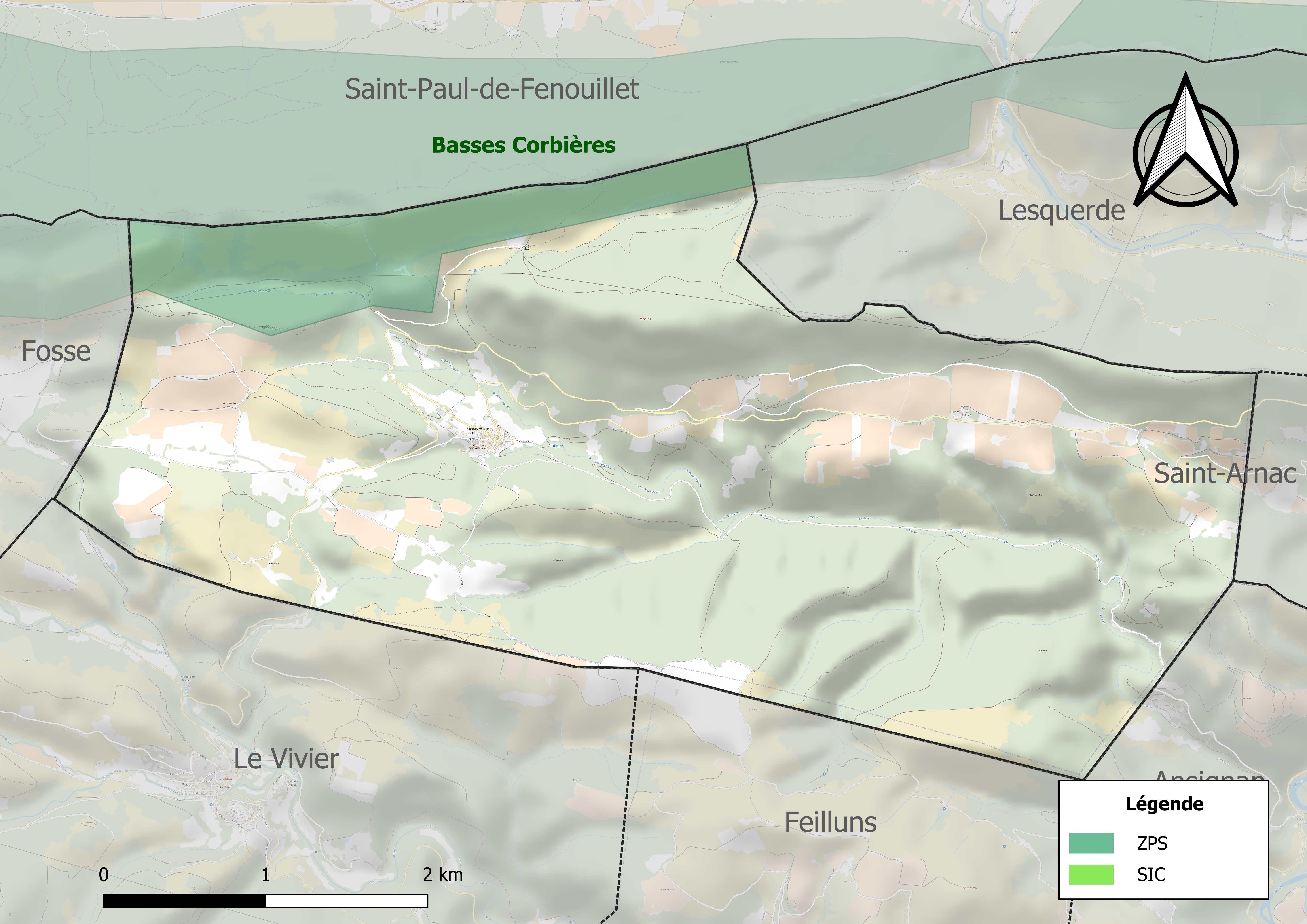
Sites Natura 2000 sur le territoire communal.

Le réseau Natura 2000 est un réseau écologique européen de sites naturels d'intérêt écologique élaboré à partir des directives habitats et oiseaux, constitué de zones spéciales de conservation (ZSC) et de zones de protection spéciale (ZPS).
Un site Natura 2000 a été défini sur la commune au titre  de la directive oiseaux : 0, d'une superficie de 29 495 ha, sont un site important pour la conservation des rapaces : l'Aigle de Bonelli, l’'Aigle royal, le 'Grand-duc d’Europe, le 'Circaète Jean-le-Blanc, le 'Faucon pèlerin, le 'Busard cendré, l’'Aigle botté.

#### Zones naturelles d'intérêt écologique, faunistique et floristique
L’inventaire des zones naturelles d'intérêt écologique, faunistique et floristique (ZNIEFF) a pour objectif de réaliser une couverture des zones les plus intéressantes sur le plan écologique, essentiellement dans la perspective d’améliorer la connaissance du patrimoine naturel national et de fournir aux différents décideurs un outil d’aide à la prise en compte de l’environnement dans l’aménagement du territoire.
Une ZNIEFF de type 1 est recensée sur la commune :
la « serre de la clue de la Fou » (465 ha), couvrant 3 communes du département et une ZNIEFF de type 2, : 
le « massif du Fenouillèdes » (34 157 ha), couvrant 40 communes dont une dans l'Aude et 39 dans les Pyrénées-Orientales.

Carte des ZNIEFF de type 1 et 2 à Saint-Martin-de-Fenouillet.
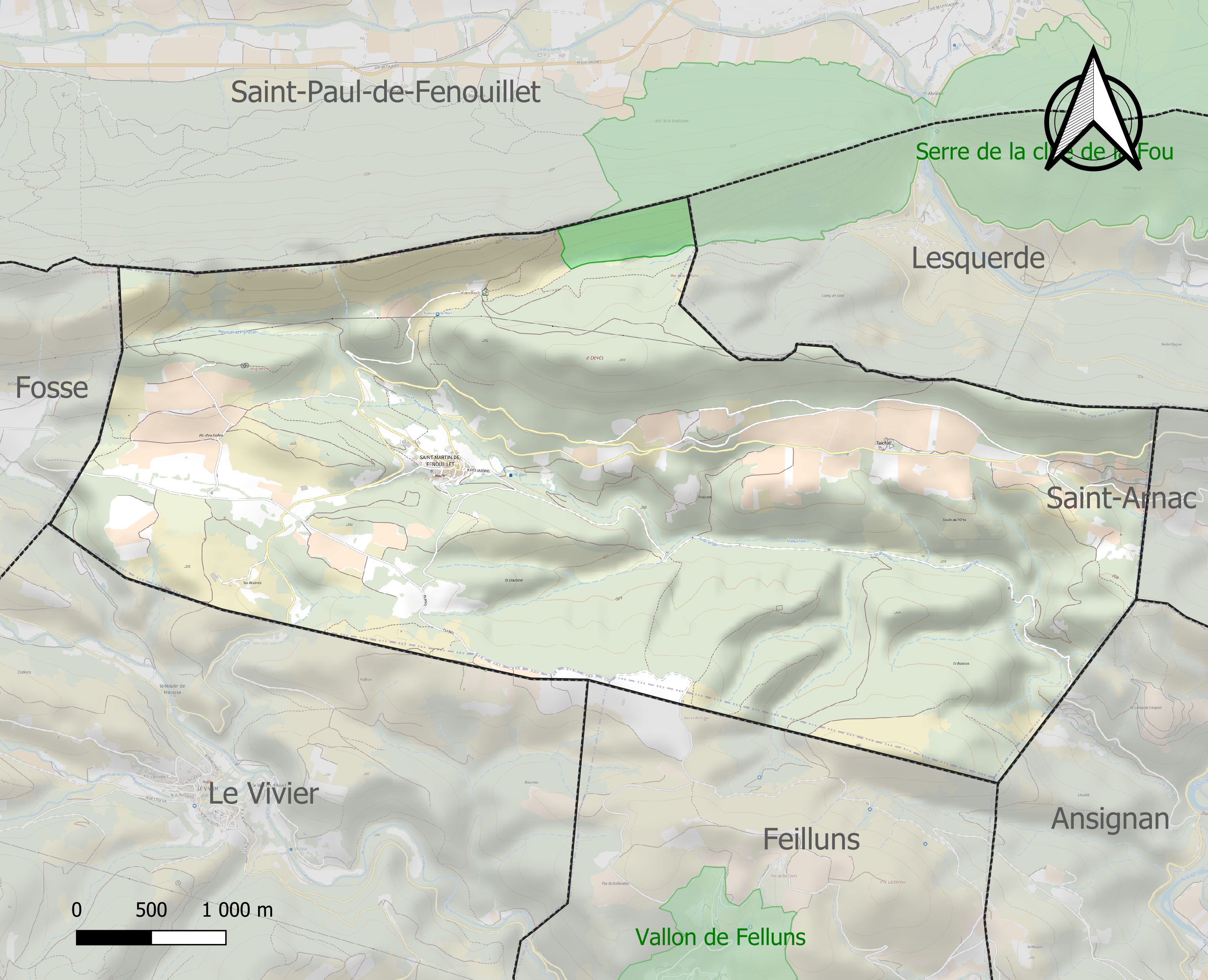
Carte de la ZNIEFF de type 1 sur la commune.
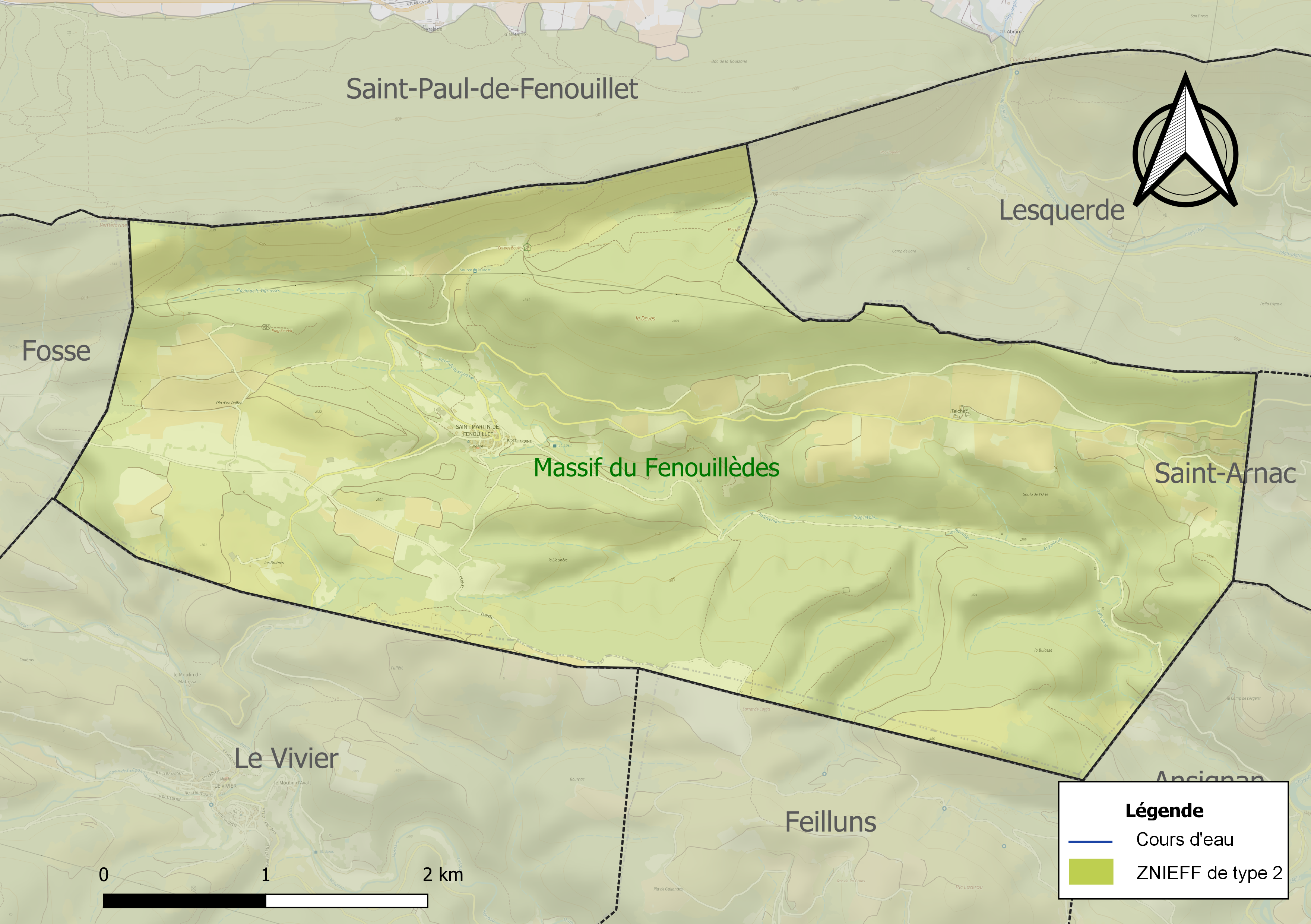
Carte de la ZNIEFF de type 2 sur la commune.

## Urbanisme

### Typologie
Au 1er janvier 2024, Saint-Martin-de-Fenouillet est catégorisée commune rurale à habitat très dispersé, selon la nouvelle grille communale de densité à sept niveaux définie par l'Insee en 2022.
Elle est située hors unité urbaine. Par ailleurs la commune fait partie de l'aire d'attraction de Perpignan, dont elle est une commune de la couronne,. Cette aire, qui regroupe 118 communes, est catégorisée dans les aires de 200 000 à moins de 700 000 habitants,.

### Occupation des sols
L'occupation des sols de la commune, telle qu'elle ressort de la base de données européenne d’occupation biophysique des sols Corine Land Cover (CLC), est marquée par l'importance des forêts et milieux semi-naturels (73,3 % en 2018), en augmentation par rapport à 1990 (70,1 %). La répartition détaillée en 2018 est la suivante : 
forêts (44,2 %), milieux à végétation arbustive et/ou herbacée (22,7 %), zones agricoles hétérogènes (14 %), cultures permanentes (12,8 %), espaces ouverts, sans ou avec peu de végétation (6,4 %). L'évolution de l’occupation des sols de la commune et de ses infrastructures peut être observée sur les différentes représentations cartographiques du territoire : la carte de Cassini (XVIIIe siècle), la carte d'état-major (1820-1866) et les cartes ou photos aériennes de l'IGN pour la période actuelle (1950 à aujourd'hui).

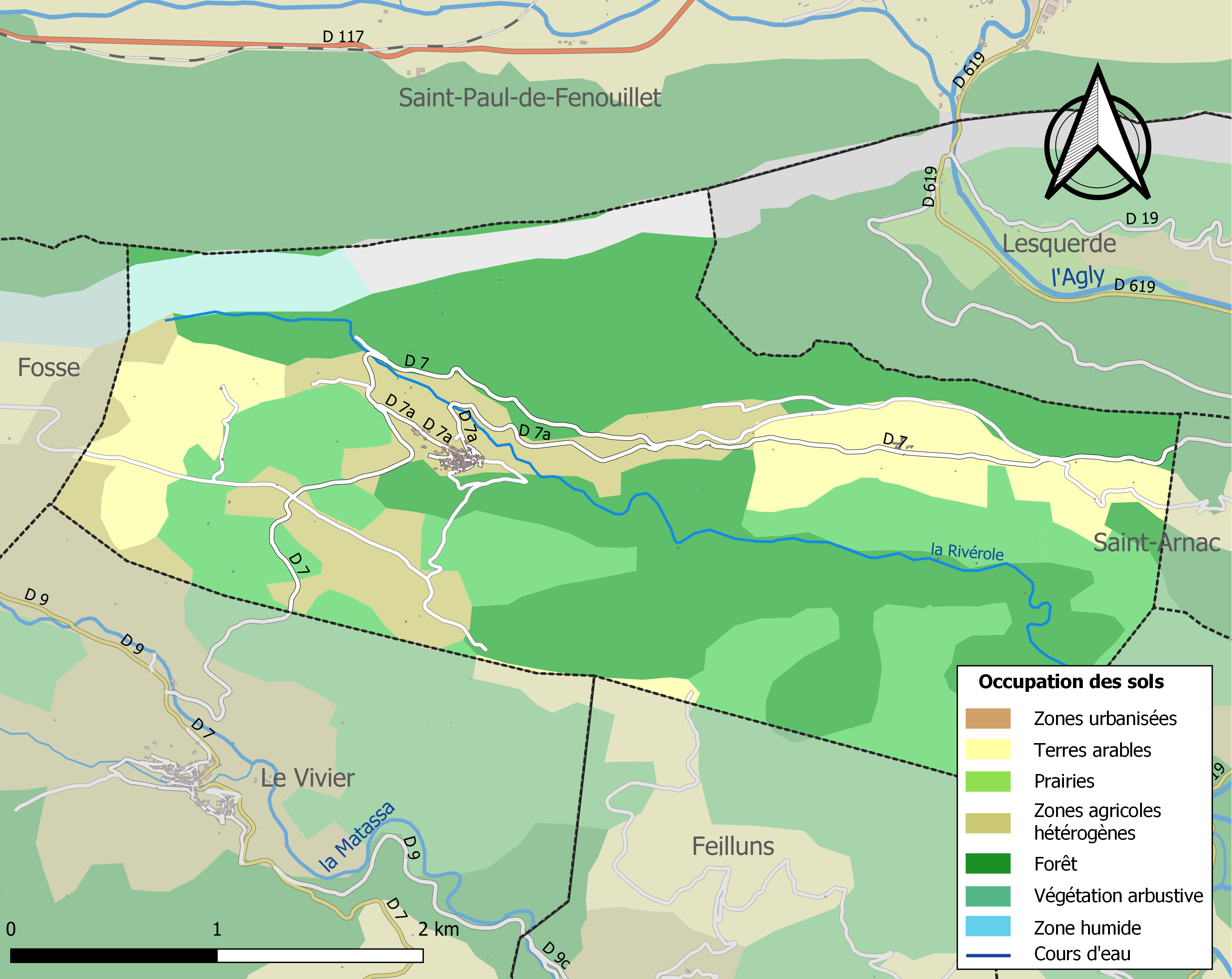
Carte des infrastructures et de l'occupation des sols de la commune en 2018 (CLC).

### Voies de communication et transports

#### Voies routières
La route départementale D7 arrive du sud de la commune en provenance de Le Vivier, contourne le village de Saint-Martin vers lequel se dirige la route annexe D7a, et se dirige vers l'est en direction du hameau de Taichac avant de bifurquer vers le nord en direction de la route départementale D619 et Saint-Paul-de-Fenouillet. D'autres routes secondaires permettent de se diriger de Saint-Martin vers l'ouest en direction de Fosse, ou de Taichac vers le sud-est en direction de Saint-Arnac.

#### Randonnée
La commune est traversée par le sentier de grande randonnée GR36 qui arrive de l'ouest en provenance du village de Fosse, traverse Saint-Martin puis bifurque vers le sud en direction de Le Vivier.

### Risques majeurs
Le territoire de la commune de Saint-Martin-de-Fenouillet est vulnérable à différents aléas naturels : inondations, climatiques (grand froid ou canicule), feux de forêts, mouvements de terrains et séisme (sismicité modérée). Il est également exposé à deux risques particuliers, les risques radon et minier,.

#### Risques naturels

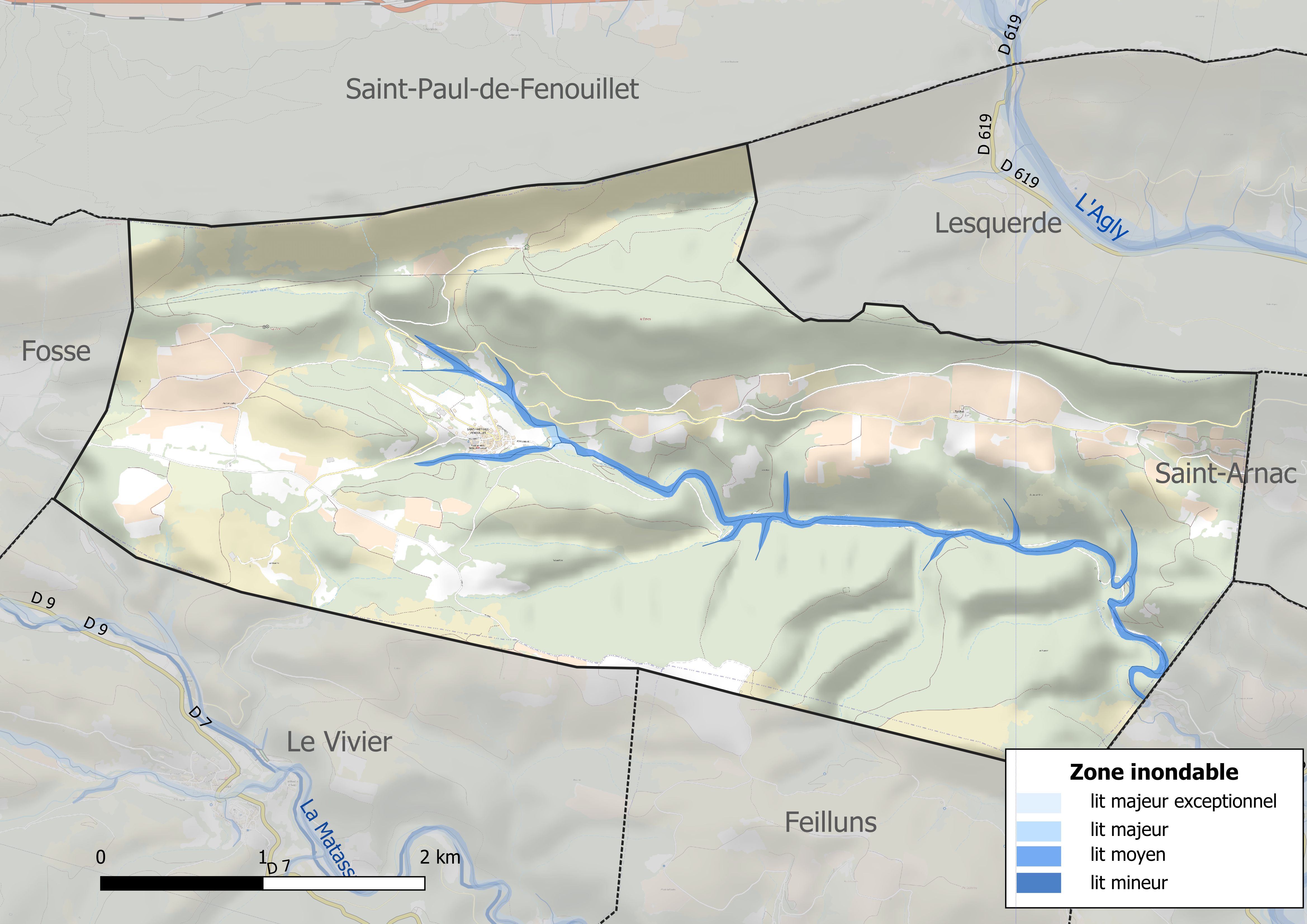
Zones inondables de la commune de Saint-Martin-de-Fenouillet.

Certaines parties du territoire communal sont susceptibles d’être affectées par le risque d’inondation par crue torrentielle de cours d'eau du bassin de l'Agly.
Les mouvements de terrains susceptibles de se produire sur la commune sont soit des glissements de terrains, soit des chutes de blocs, soit des effondrements liés à des cavités souterraines. L'inventaire national des cavités souterraines permet par ailleurs de localiser celles situées sur la commune

#### Risque particulier
La commune est concernée par le risque minier, principalement lié à l’évolution des cavités souterraines laissées à l’abandon et sans entretien après l’exploitation des mines.
Dans plusieurs parties du territoire national, le radon, accumulé dans certains logements ou autres locaux, peut constituer une source significative d’exposition de la population aux rayonnements ionisants. Toutes les communes du département sont concernées par le risque radon à un niveau plus ou moins élevé. Selon la classification de 2018, la commune de Saint-Martin-de-Fenouillet est classée en zone 3, à savoir zone à potentiel radon significatif.

## Toponymie
Formes anciennes
Le nom de la commune apparaît au XIIe siècle sous la forme de Sant Martí d'Endalens. On trouve encore au XVIIIe siècle la forme Sant Martin Dindalens. On a pu voir également au XIVe siècle Sant Martí de Taxac et au XVIIIe siècle Saint-Martin de Taichac. Au XIXe siècle l'usage commun emploie encore Saint-Martin-Dindalens ou Saint-Martin-Dondalens et Saint-Martin-de-Taissac.
Le nom officiel de la commune à partir de 1790 est Saint-Martin. Au XIXe siècle, le village est alors souvent confondu dans les documents administratifs et parfois sur des cartes avec la commune de Saint-Martin-Lys, située à proximité dans le département de l'Aude.
Elle change officiellement de nom à partir du 6 décembre 2014 pour devenir Saint-Martin-de-Fenouillet, par analogie avec le canton de Saint-Paul-de-Fenouillet dont elle fait partie et par référence à Fenouillet, jadis siège de la vicomté de Fenouillèdes.
Le nom moderne de la commune est Sant Martin de Fenolhet en occitan et Sant Martí de Fenollet en catalan.
Étymologie
Le nom Endalens, qui a donné d'Endalens ou Dindalens, provient d'un nom de personne d'origine germanique, Andalingo. Ce nom est composé du gothique Andalo, de and, fin, ou anths, zèle, et du suffixe collectif -ingos.

## Histoire
Le territoire de Saint-Martin fait partie de la vicomté de Fenouillèdes de 874 jusqu'en 1261. Le village compte 10 foyers en 1367.

## Politique et administration

### Canton
En 1790, la commune de Saint-Martin est intégrée dans le canton de Saint-Paul-de-Fenouillet, dont elle fait toujours partie aujourd'hui,.

### Liste des maires
| Période                                  | Période   | Identité         | Étiquette | Qualité |
| ---------------------------------------- | --------- | ---------------- | --------- | ------- |
| Les données manquantes sont à compléter. |           |                  |           |         |
| mars 1983                                | 1989      | Georges Siré     | ..        | ...     |
| mars 2001                                | mars 2008 | André Foulquier  | ..        | ...     |
| mars 2008                                | mars 2014 | Jacques Paris    | ..        | ...     |
| mars 2014                                | mai 2020  | Roger Fabresse   | ..        | ...     |
| mai 2020                                 | En cours  | Jacques Larroche | ...       | ...     |

## Population et société

### Démographie
Ses habitants sont appelés les Saint-Martinois.

#### Démographie ancienne
La population est exprimée en nombre de feux (f) ou d'habitants (H).
| 1693 | 1709 | 1720 | 1730 | 1788  | 1789 |
| ---- | ---- | ---- | ---- | ----- | ---- |
| 28 f | 28 f | 28 f | 5 f  | 163 H | 30 f |

Note :
- 1774 : peut-être 25 f, chiffre donné pour Saint-Martin-Pierre-Lis.

#### Démographie contemporaine
L'évolution du nombre d'habitants est connue à travers les recensements de la population effectués dans la commune depuis 1793. Pour les communes de moins de 10 000 habitants, une enquête de recensement portant sur toute la population est réalisée tous les cinq ans, les populations de référence des années intermédiaires étant quant à elles estimées par interpolation ou extrapolation. Pour la commune, le premier recensement exhaustif entrant dans le cadre du nouveau dispositif a été réalisé en 2008.

En 2022, la commune comptait 48 habitants, en évolution de −17,24 % par rapport à 2016 (Pyrénées-Orientales : +3,92 %, France hors Mayotte : +2,11 %).
| 1793 | 1800 | 1806 | 1821 | 1831 | 1836 | 1841 | 1846 | 1851 |
| ---- | ---- | ---- | ---- | ---- | ---- | ---- | ---- | ---- |
| 137  | 155  | 145  | 197  | 202  | 207  | 213  | 227  | 205  |

| 1856 | 1861 | 1866 | 1872 | 1876 | 1881 | 1886 | 1891 | 1896 |
| ---- | ---- | ---- | ---- | ---- | ---- | ---- | ---- | ---- |
| 205  | 183  | 203  | 205  | 195  | 178  | 187  | 190  | 183  |

| 1901 | 1906 | 1911 | 1921 | 1926 | 1931 | 1936 | 1946 | 1954 |
| ---- | ---- | ---- | ---- | ---- | ---- | ---- | ---- | ---- |
| 160  | 157  | 130  | 137  | 146  | 140  | 126  | 131  | 126  |

| 1962 | 1968 | 1975 | 1982 | 1990 | 1999 | 2006 | 2008 | 2013 |
| ---- | ---- | ---- | ---- | ---- | ---- | ---- | ---- | ---- |
| 119  | 116  | 91   | 58   | 52   | 47   | 53   | 55   | 59   |

| 2018 | 2022 | - | - | - | - | - | - | - |
| ---- | ---- | - | - | - | - | - | - | - |
| 53   | 48   | - | - | - | - | - | - | - |

| selon la population municipale des années : | 1968 | 1975 | 1982 | 1990 | 1999 | 2006 | 2009 | 2013 |
| Rang de la commune dans le département      | 176  | 167  | 198  | 189  | 206  | 205  | 202  | 200  |
| Nombre de communes du département           | 232  | 217  | 220  | 225  | 226  | 226  | 226  | 226  |

### Manifestations culturelles et festivités
- Fêtes patronales : mardi de Pâques et 23 août[45] ;
- Fête communale : 11 novembre[45].

## Économie

### Emploi
|                | 2008   | 2013   | 2018   |
| -------------- | ------ | ------ | ------ |
| Commune        | 6,3 %  | 14,3 % | 3 %    |
| Département    | 10,3 % | 12,9 % | 13,3 % |
| France entière | 8,3 %  | 10 %   | 10 %   |

En 2018, la population âgée de 15 à 64 ans s'élève à 33 personnes, parmi lesquelles on compte 66,7 % d'actifs (63,6 % ayant un emploi et 3 % de chômeurs) et 33,3 % d'inactifs,. Depuis 2008, le taux de chômage communal (au sens du recensement) des 15-64 ans est inférieur à celui de la France et du département.
La commune fait partie de la couronne de l'aire d'attraction de Perpignan, du fait qu'au moins 15 % des actifs travaillent dans le pôle,. Elle compte 11 emplois en 2018, contre 12 en 2013 et 23 en 2008. Le nombre d'actifs ayant un emploi résidant dans la commune est de 21, soit un indicateur de concentration d'emploi de 52,4 % et un taux d'activité parmi les 15 ans ou plus de 44 %.
Sur ces 21 actifs de 15 ans ou plus ayant un emploi, 8 travaillent dans la commune, soit 38 % des habitants. Pour se rendre au travail, 81 % des habitants utilisent un véhicule personnel ou de fonction à quatre roues, 4,8 % les transports en commun, 4,8 % s'y rendent en deux-roues, à vélo ou à pied et 9,5 % n'ont pas besoin de transport (travail au domicile).

### Activités
Un seul établissement relevant d’une activité hors champ de l’agriculture est implanté  à Saint-Martin-de-Fenouillet au 31 décembre 2019.

### Agriculture
Le nombre d'exploitations agricoles en activité et ayant leur siège dans la commune est de 3 lors du recensement agricole de 2020 et la surface agricole utilisée de 336 ha,.

## Culture locale et patrimoine

### Monuments et lieux touristiques

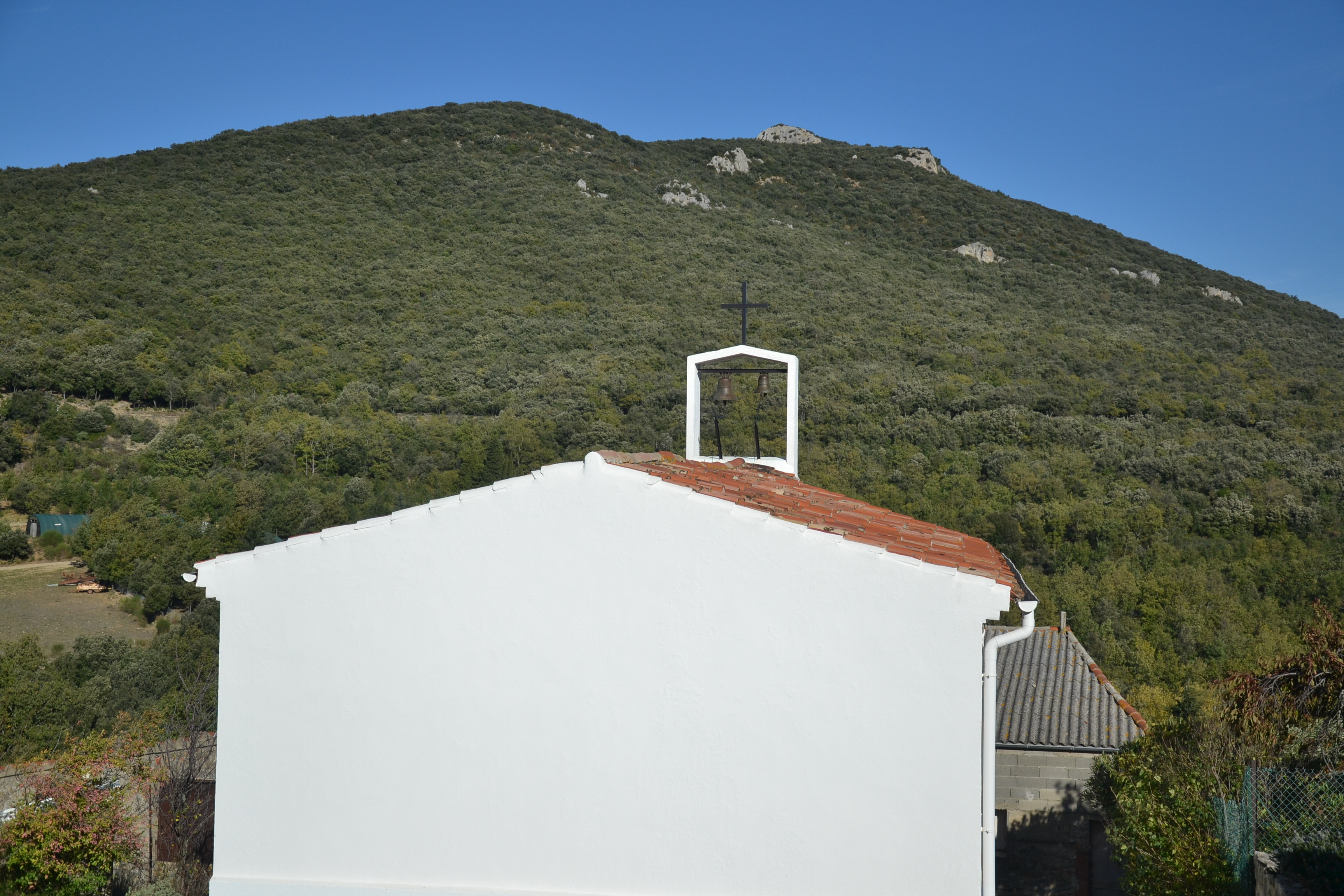
L'église Saint-Martin.

- Église Saint-Martin de Saint-Martin-de-Fenouillet.

### Personnalités liées à la commune
- Otto Freundlich (1878-1943) : peintre et sculpteur juif allemand ayant vécu caché dans le village.